# Byambasuren Davaa
Byambasuren Davaa, född 1971 i Ulan Bator, Mongoliet, mongolisk regissör och manusförfattare.

## Filmografi som regissör
- 2001 - Wunsch
- 2003 - The Story of the Weeping Camel
- 2005 - Der Mongolische Hund